# 蓝脸鹦雀
蓝脸鹦雀（学名：Erythrura trichroa）是梅花雀科鹦雀属的一种，常见于澳大利亚东北部、日本、印度尼西亚、密克罗尼西亚联邦、法国（外来种）、新喀里多尼亚、帕劳、巴布亚新几内亚、所罗门群岛和瓦努阿图，其全球活动范围有10,000,000平方千米。分布于亚热带或热带的山地及低地湿润森林地区。主要以草籽为食，包括澳大利亚的几种臂形草属外来种。该物种的保护状况被评为无危。